# Status constructus
Der Status constructus ist eine besondere Form, die ein Substantiv in semitischen Sprachen hat, wenn ein weiteres Substantiv folgt, das das erste in der Bedeutung eingrenzt und so präzisiert. Die beiden Substantive sind also in ähnlicher Weise aufeinander bezogen wie beim deutschen oder lateinischen Genitiv, nur dass nicht das zweite, eingrenzende (das Nomen rectum) eine besondere Form hat, sondern das erste, eingegrenzt werdende (das Nomen regens). Bei mehr als zwei so miteinander verbundenen Substantiven sind alle bis auf das letzte im Status constructus.
Der Status absolutus ist die Form eines Substantivs, das weder im Status constructus steht noch durch ein angehängtes Possessivsuffix determiniert ist.
Abkürzend steht Status constructus auch für die gesamte Konstruktion, die oft auch Genitiv-Verbindung genannt wird. Sie ist in semitischen Sprachen allgemein verbreitet und kann auch für das Protosemitische rekonstruiert werden. Zu den modernen Sprachen mit Status constructus gehören unter anderem Arabisch, Hebräisch und Maltesisch. Kennzeichnend für Status-constructus-Verbindungen ist, dass nur der letzte Bestandteil hinsichtlich seiner Definitheit markiert werden kann. Bestimmte Konstruktionen in anderen afroasiatischen Sprachen wie dem Ägyptischen sind zwar ähnlich, bei ihnen gelten die Beschränkungen zur Markierung der Definitheit aber nicht.

## Arabisch
In der arabischen Grammatik wird der Status constructus الإضافة / al-iḍāfa (wörtl. „Hinzufügung, Annexion“) genannt.
Es wird in Genitiv-Verbindungen ausgedrückt und kann in ihnen sowohl definit (bestimmt) als auch indefinit (unbestimmt) sein. Ist das Nomen rectum der Genitiv-Verbindung (z. B. der Besitzer) definit, ist auch das Nomen regens im Status constructus in seiner Bedeutung definit. Ist umgekehrt das Nomen rectum indefinit, so auch das Nomen regens.
Beispiel:
- بِنْتٌ bintun ist die indefinite Form: ein Mädchen
- اَلْبِنْتُ al-bintu ist die definite Form: das Mädchen

Im Status constructus wird für das Nomen regens (= Mädchen) formal stets die bestimmte Form verwendet, jedoch ohne den Artikel ال al-. Die Bestimmtheit ist ausschließlich am Besitzer (= Mutter) zu erkennen:
- أُمٌّ ummun: eine Mutter
- بِنْتُ أُمٍّ bintu ummin ist indefinit: ein Mädchen einer Mutter
- بِنْتُ الْأُمِّ bintu l-ummi ist definit: das Mädchen der Mutter

Mittels der Genitivverbindung sind Ausdrücke wie ein Mädchen der Mutter oder das Mädchen einer Mutter nicht zu bilden.

## Hebräisch
In der hebräischen Grammatik wird der Status constructus als Smichut bezeichnet (סמיכות, wörtl. „Stützung“). Das erste Substantiv in der Verbindung wird dabei als Nismach („gestützt Werdendes“) bezeichnet, das zweite Substantiv als Somech („Stützendes“).
- בית bajit – „ein Haus“
- הבית  haBajit – „das Haus“
- בית bet – „ein Haus von...; das Haus des/der...“
- ספר sefer – „Buch“
- בית־ספר bet sefer – „eine Schule“ („ein Buchhaus“, wörtl. „ein Haus eines Buches“)
- בית־הספר bet haSefer – „die Schule“ („das Buchhaus“, wörtl. „das Haus des Buches“)

### Definitheit
Ein einzelnes Nomen oder der Somech einer Status-constructus-Verbindung ist definit, wenn es ein Name ist oder ein Substantiv mit dem Artikel ha- oder mit einer Possessivendung.
Im biblischen Hebräisch sind die Regeln für die Definitheit dieselben, wie sie oben für das Arabische beschrieben sind: die Definitheit des Somech, also des letzten Gliedes einer Kette aus zwei oder mehr Gliedern, ist zugleich die Definitheit aller Kettenglieder, so dass beispielsweise „ein Psalm (indef.) Davids (def.)“ nicht mit einem Status constructus ausgedrückt werden kann. Die zahlreichen Psalmenüberschriften dieses Inhalts lauten מזמור לדוד mismor leDavid, wörtlich „ein Psalm zu David“, also „ein Psalm, [der] zu David [gehört]“.
Im modernen Hebräisch gibt es die Präposition של schel, die recht genau dem deutschen „von“ entspricht; sie besteht aus dem Relativpronomen sche- und der Präposition le-. Sie gestattet es, anders als beim Status constructus die Definitheit der Nomina unabhängig voneinander durch Artikel oder Possessivendung festzulegen (ספר של המורה sefer schel haMore: ein Buch des Lehrers; הספר של מורה haSefer schel more: das Buch eines Lehrers; ספרו של המורה sifro schel haMore, wörtl.: sein Buch von dem Lehrer). In der Umgangssprache ersetzt sie häufig den Status constructus außer bei Komposita wie „Buchhaus“ (= Schule) im Beispiel oben. Die Definitheit eines Kompositums ist zwar semantisch allein durch die des Nismach gegeben, wird aber nicht dort markiert, sondern am Somech.

### In der Übersetzung Luthers
Anders als beim deutschen oder lateinischen Genitiv wird das Nomen regens gebeugt (hier: bajit → bet); das Nomen rectum (also das Wort, das im Genitiv stünde) wird allenfalls durch den vorangestellten Artikel ha- verändert, bei Namen gar nicht. Luther hat dies in seiner deutschen Bibelübersetzung nachgeahmt, indem er bei Namen – im Gegensatz zu anderen Substantiven – nicht den deutschen Genitiv verwendet hat: „Kinder Israel“ statt „Kinder (= Nachkommen) Israels“, „Haus David“ statt „Haus Davids“, „Rotte Korach“ statt „Rotte (= Anhängerschaft) Korachs“, analog „Arche Noah“ statt „Arche Noahs“; in der Version von 1545 auch „der Gott Abraham / der Gott Jsaac / der Gott Jacob“ statt „der Gott Abrahams, der Gott Isaaks, der Gott Jakobs“. Diese Formen werden in neueren Ausgaben nach und nach ersetzt, wobei darauf Rücksicht genommen wird, dass sie teilweise feste Ausdrücke der deutschen Umgangssprache geworden sind.

## Akkadisch
Auch im Akkadischen, wo es noch drei Kasus gibt (Nom., Gen., Akk.), tritt der Stat. constr. in Genitivverbindungen und vor Possessivsuffixen auf. Im Gegensatz zu westsemitischen Sprachen mit erhaltenem Kasussystem haben akkadische Substantive im Status Constructus keine Kasusendung.
Die Bildung erfolgt je nach Substantiv unterschiedlich:
- durch Wegfallen der Kasusendung
  - bāb-um – „Tür“, ekall-um – „Palast“
  - Status constructus: bāb ekall-im – „Palasttor“
- bei Doppelkonsonanten: durch Streichung der Nominativ-Endung –u(m) und entweder Vereinfachung der Doppelkonsonanz oder Einfügung von -i:
  - ummum – „Mutter“, bētum od. bītum – „Haus“
  - Status constructus: um bītim – „die Mutter des Hauses“
- Endet eine Nominalwurzel auf zwei verschiedene Konsonanten, wird zwischen beiden Konsonanten ein Hilfsvokal eingefügt, der dem Wurzelvokal entspricht:
  - alpum – „Rind“, awīlum – „Mensch“
  - Status constructus: alap awīlim – „Rind des Menschen“
- Mehrsilbige Feminina, die auf einen Konsonanten und das –t- der Fem.-Endung enden, bilden den Stat. constr. durch Anfügen eines Hilfsvokals –i:
  - napištum – „Leben“, awīlum – „Mensch“
  - Status constructus: napišti awīlim – „Leben des Menschen“
- Auch gibt es einige unregelmäßige Status constructi wie:
  - ālum – „Stadt“, St. c. āl oder āli.
  - bītum – „Haus“, St. c. bīt oder bīti.

## Jiddisch
Auch im Jiddischen werden Wörter teilweise nach dem Status constructus verbunden. Dieses Verfahren wird der „Hebräisch-Aramäischen Komponente“ des Jiddischen zugewiesen. Es ist in dieser Sprache aber nicht die einzige Möglichkeit: Auch die Bildung von Komposita wie im Deutschen ist ein gängiges Muster.